# Eduardo Rodríguez Guarachi
Eduardo Rodríguez Guarachi (1944) es un abogado, diplomático, académico, escritor, articulista, director de  empresas y consultor en relaciones económicas internacionales. Durante su exitosa carrera diplomática desempeñó las siguientes funciones: Cónsul en Buenos Aires, Jefe del Departamento Comercial en Brasilia, Encargado de Negocios en Indonesia y Singapur; Embajador en Japón y Argentina. Actualmente ejerce como Abogado en su Estudio "Rodríguez Mattar", al mismo tiempo, se desempeña como miembro del Consejo Directivo Superior de la Universidad Diego Portales y como académico de la misma, en el curso de Relaciones Económicas Internacionales. Así mismo, es Director de la Fundación del Pacífico y Presidente de la Consultora "Energía y Minería" Rayden Energy.
Estudió en el Colegio de los Sagrados Corazones de Santiago y en la Escuela Militar. La carrera de Derecho la cursó en la Pontificia Universidad Católica (PUC).
Muy joven ingreso al Ministerio de Relaciones Exteriores (Canciller de Segunda), en paralelo con sus estudios en la PUC y en la Academia Diplomática Andrés Bello. Al culminar sus estudios en la Academia, realizó un posgrado sobre comercio internacional en la Organización de Naciones Unidades UNTACD - GATT en el año 1973 .
En el año 1983, por razones políticas, fue desvinculado del Ministerio de Relaciones Exteriores. Posteriormente, en el 1990, obtuvo sentencia absolutoria y resolución de supresión del sumario administrativo incoado por la Cancillería. En 1992 fue nombrado como Embajador en Japón y en 1994 fue designado como Embajador de Argentina hasta 1998, fecha en la cual renunció al servicio público y, desde entonces, se ha dedicado a las actividades académicas y empresariales.   
En el año 2011, el presidente de Armenia, Serzh Sargsyan, lo nombró como Cónsul Honorario de Armenia en Chile, cargo que ostenta hasta la fecha.

## Publicaciones
•	El Tratado de Paz Chileno-Argentino (1984).  Coautor del Libro.
•	Una Mirada a la Historia (1997). 
•	Chile y Argentina la Cordillera que nos Une (1998). Director del Consejo Editorial y articulista. 
•	Los Hielos de la Paz (1999). Editor Asociado. 
•	Argentina y Chile Cien Años de Encuentros Presidenciales (1999). Editor Asociado. 
•	Chile-Argentina, más allá de sus fronteras. Crónicas de un diplomático (2004). Ril Editores. Autor.
•	Chile País Puente (2006). Ril Editores. Autor.
•	O’Higgins y San Martín. Sus cartas: Un Mandato de Fraternidad (2010). Editor.
• "Chile-Singapur, un puente hacia y desde el Asia-Pacífico. Historia de una política exterior exitosa" (2021). Editor

## Instituciones
•	Fundador de la Cámara de Comercio de Santiago (1985).
•	Secretario Ejecutivo y Director Ad honorem (1985 - 1990).
•	Director de la Fundación Pacífico (1998 a la fecha).
•	Director del Comité Chile – Japón siglo XXI (1998 a la fecha).
•	Presidente del Instituto Chileno San Martiniano (1999 a la fecha).
•	Director del Grupo Sarmiento (2000 - 2003).
•	Consejero de la Sociedad chilena de Historia y Geografía (2001 a la fecha).
•	Consejero del Colegio de Abogados de Chile (2003 - 2004).
•	Representante Legal de Corporación America.  Líder Proyecto Ferroviario Baja Altura: Aconcagua (2003-a la fecha).
•	Integrante del Consejo Superior Universidad Diego Portales (2003 a la fecha).
•	Miembro del Consejo de Relaciones Internacionales de Chile (2004).
•	Miembro y Asesor del Consejo Interempresarial Chileno Peruano (2004 a la fecha)
•	Socio Fundador del estudio Jurídico Rodríguez / Mattar Abogados (2011 a la fecha)

## Condecoraciones y reconocimientos
•	Gran Cordón de la Orden del Sol Naciente de Japón (1994).
•	Doctorado honoris causa de la Universidad de Soka, Japón (1994).
•	Orden del Libertador General San Martín en el grado de Gran Cruz de Argentina (1998).
•	Palmas Sanmartinianas del Instituto Nacional Sanmartiniano de Argentina (1999).
•	Gran Maestre de la Orden “El Sol del Perú” (2006).